# بمها
قرية بمها هي إحدى القرى التابعة لمركز العياط في محافظة الجيزة في جمهورية مصر العربية. حسب إحصاءات سنة 2006، بلغ إجمالي السكان في بمها 11741 نسمة، منهم 5989 رجل و5752 امرأة.